# David Bisconti
Pour les articles homonymes, voir Bisconti.
David Bisconti (né le 22 septembre 1968 à Rosario en Argentine), est un joueur de football argentin.

## Biographie
Bisconti a joué la plupart de sa carrière de footballeur dans le club de sa ville natale, le Rosario Central puis dans le club japonais de J.League des Yokohama Marinos.
Il a également joué au Chili dans le Club Deportivo Universidad Católica (il finira meilleur buteur du championnat du Chili d'ouverture 1997), en Espagne au CD Badajoz, dans son pays au Gimnasia y Esgrima de Jujuy, et dans deux autres équipes au Japon, l'Avispa Fukuoka et le Sagan Tosu.